# Associazione Calcio Udinese 1963-1964
Questa pagina raccoglie le informazioni riguardanti l'Associazione Calcio Udinese nelle competizioni ufficiali della stagione 1963-1964.

## Stagione
Nella stagione 1963-1964 l'Udinese disputa il campionato di Serie B, raccoglie 29 punti e retrocede in Serie C. Il torneo è stato vinto con 51 punti dal Varese che ottiene la promozione in Serie A con Cagliari e Foggia. Scendono in Serie C con i bianconeri il Prato che ottiene 31 punti, ed il Cosenza con 26 punti. Miglior marcatore stagionale udinese Mario Sestili autore di sette reti, con 5 reti i due svedesi bianconeri. In Coppa Italia eliminazione al primo turno (0-2) dal Bologna, che nel corso della stagione vincerà lo scudetto.

## Rosa
| N. |                   | Ruolo | Calciatore         |
| -- | ----------------- | ----- | ------------------ |
|    | Svezia (bandiera) | A     | Kurt Andersson     |
|    | Italia (bandiera) | D     | Romano Bernard     |
|    | Italia (bandiera) | A     | Gianmarco Bertuzzi |
|    | Italia (bandiera) | A     | Ivano Bosdaves     |
|    | Italia (bandiera) | A     | Ariedo Braida      |
|    | Italia (bandiera) | D     | Guglielmo Burelli  |
|    | Italia (bandiera) | P     | Romano Collovati   |
|    | Italia (bandiera) | C     | Franco De Cecco    |
|    | Italia (bandiera) | A     | Italo Del Negro    |
|    | Italia (bandiera) | C     | Giuseppe Del Zotto |
|    | Italia (bandiera) | D     | Adelmo Eufemi      |
|    | Italia (bandiera) | D     | Salvatore Flamini  |
|    | Italia (bandiera) | P     | Claudio Galassi    |

| N. |                   | Ruolo | Calciatore       |
| -- | ----------------- | ----- | ---------------- |
|    | Italia (bandiera) | C     | Luigi Gigante    |
|    | Italia (bandiera) | A     | Gianni Inferrera |
|    | Italia (bandiera) | A     | Bruno Mantellato |
|    | Italia (bandiera) | A     | Nicola Novali    |
|    | Italia (bandiera) | D     | Giuseppe Pin     |
|    | Italia (bandiera) | A     | Paolo Ritella    |
|    | Italia (bandiera) | C     | Armando Segato   |
|    | Svezia (bandiera) | A     | Arne Selmosson   |
|    | Italia (bandiera) | C     | Mario Sestili    |
|    | Italia (bandiera) | C     | Vasco Tagliavini |
|    | Italia (bandiera) | D     | Renato Valenti   |
|    | Italia (bandiera) | D     | Pietro Zampa     |
|    | Italia (bandiera) | A     | Achille Zardo    |

## Risultati

### Campionato

#### Girone di andata
| Arbitro: | Gonella (Torino) |

|  |           |                                 |
|  | Marcatori | 16’ Muzzio 68’ Alfredo Arrigoni |

| Arbitro: | Palazzo (Palermo) |

|  |           |               |
|  | Marcatori | 69’ Selmosson |

| Arbitro: | Acernese (Roma) |

|               |           |           |
| Andersson 51’ | Marcatori | 87’ Pinti |

| Arbitro: | Marengo (Chiavari) |

|              |           |  |
| Pasquina 83’ | Marcatori |  |

| Arbitro: | Angonese (Mestre) |

|         |           |  |
| Pin 65’ | Marcatori |  |

| Arbitro: | Pignatta (Torino) |

|             |           |  |
| Clerici 14’ | Marcatori |  |

| Arbitro: | Orlando (Bergamo) |

|             |           |              |
| Sestili 59’ | Marcatori | 50’ Zavaglio |

| Arbitro: | Grignani (Milano) |

|                              |           |               |
| Sestili 8’, 62’ Bosdaves 68’ | Marcatori | 83’ Campanini |

| Arbitro: | Palazzo (Palermo) |

|                               |           |                    |
| Bolzoni 3’, 63’ Gilardoni 44’ | Marcatori | 87’ (rig.) Sestili |

| Arbitro: | Schinetti (Brescia) |

|  |           |              |
|  | Marcatori | 52’ De Cecco |

| Arbitro: | Varazzani (Parma) |

|             |           |  |
| Sestili 54’ | Marcatori |  |

| Arbitro: | Righetti (Torino) |

|             |           |            |
| Taccola 39’ | Marcatori | 9’ Sestili |

| Padova 15 dicembre 1963 13ª giornata | Padova            | 0 – 0 | Udinese | Stadio Silvio Appiani (10.000 spett.)\| Arbitro: \| Orlando (Bergamo) \| |
| Arbitro:                             | Orlando (Bergamo) |       |         |                                                                          |

| Arbitro: | Marchiori (Padova) |

|             |           |                      |
| Valenti 40’ | Marcatori | 44’ (aut.) Del Zotto |

| Arbitro: | Di Tonno (Lecce) |

|             |           |  |
| Bianchi 32’ | Marcatori |  |

| Arbitro: | Grignani (Milano) |

|             |           |  |
| Maestri 13’ | Marcatori |  |

| Arbitro: | Politano (Cuneo) |

|                             |           |             |
| Del Zotto 27’ Inferrera 51’ | Marcatori | 83’ Ferrero |

| Cagliari 19 gennaio 1964 18ª giornata | Cagliari           | 0 – 0 | Udinese | Stadio Amsicora\| Arbitro: \| Marengo (Chiavari) \| |
| Arbitro:                              | Marengo (Chiavari) |       |         |                                                     |

| Arbitro: | Carminati (Milano) |

|  |           |          |
|  | Marcatori | 84’ Joan |

#### Girone di ritorno
| Arbitro: | Rancher (Roma) |

|  |           |               |
|  | Marcatori | 89’ Andersson |

| Arbitro: | De Robbio (Torre Annunziata) |

|                      |           |             |
| Selmosson 89’ (rig.) | Marcatori | 51’ Sartore |

| Arbitro: | Orlando (Bergamo) |

|                                             |           |               |
| Spanio 20’ (rig.) Corradi 26’ Cavallito 84’ | Marcatori | 60’ Inferrera |

| Udine 1º marzo 1964 23ª giornata | Udinese        | 0 – 0 | Varese | Stadio Moretti (10.000 spett.)\| Arbitro: \| Rancher (Roma) \| |
| Arbitro:                         | Rancher (Roma) |       |        |                                                                |

| Arbitro: | Barolo (Bassano del Grappa) |

|             |           |  |
| Rancati 53’ | Marcatori |  |

| Arbitro: | Marengo (Chiavari) |

|                            |           |                    |
| De Cecco 65’ Andersson 81’ | Marcatori | 45+1’, 57’ Clerici |

| Arbitro: | Pieroni (Roma) |

|               |           |  |
| Gasparini 26’ | Marcatori |  |

| Arbitro: | Acernese (Roma) |

|               |           |  |
| Campanini 20’ | Marcatori |  |

| Udine 5 aprile 1964 28ª giornata | Udinese             | 0 – 0 | Napoli | Stadio Moretti\| Arbitro: \| Schinetti (Brescia) \| |
| Arbitro:                         | Schinetti (Brescia) |       |        |                                                     |

| Arbitro: | Righetti (Torino) |

|                    |           |  |
| Andersson 61’, 90’ | Marcatori |  |

| Arbitro: | Orlando (Bergamo) |

|                |           |  |
| L. Bettini 17’ | Marcatori |  |

| Arbitro: | Politano (Cuneo) |

|                   |           |                       |
| De Cecco 61’, 87’ | Marcatori | 17’, 35’, 60’ Taccola |

| Arbitro: | Ferrari (Milano) |

|  |           |           |
|  | Marcatori | 84’ Kolbl |

| Arbitro: | Angelini (Firenze) |

|              |           |  |
| Lazzotti 35’ | Marcatori |  |

| Arbitro: | Roversi (Bologna) |

|                |           |  |
| Tagliavini 65’ | Marcatori |  |

| Arbitro: | Firmi (Crema) |

|  |           |                    |
|  | Marcatori | 30’ (aut.) Bernard |

| Arbitro: | D'Agostini (Roma) |

|                                        |           |              |
| Vigni 23’ Bersellini 41’ Sacchella 44’ | Marcatori | 4’ Selmosson |

| Arbitro: | Gambarotta (Genova) |

|               |           |          |
| Selmosson 27’ | Marcatori | 81’ Riva |

| Arbitro: | Righetti (Torino) |

|                                         |           |                           |
| Zeno 21’ Maschietto 41’, 55’ Tomiet 81’ | Marcatori | 49’ Sestili 70’ Selmosson |

### Coppa Italia
| Arbitro: | Ferrari (Milano) |

|  |           |                        |
|  | Marcatori | 10’ Haller 85’ Nielsen |

## Statistiche

### Statistiche di squadra
| Competizione | Punti | In casa | In casa | In casa | In casa | In casa | In casa | In trasferta | In trasferta | In trasferta | In trasferta | In trasferta | In trasferta | Totale | Totale | Totale | Totale | Totale | Totale | DR  |
| Competizione | Punti | G       | V       | N       | P       | Gf      | Gs      | G            | V            | N            | P            | Gf           | Gs           | G      | V      | N      | P      | Gf     | Gs     | DR  |
| ------------ | ----- | ------- | ------- | ------- | ------- | ------- | ------- | ------------ | ------------ | ------------ | ------------ | ------------ | ------------ | ------ | ------ | ------ | ------ | ------ | ------ | --- |
| Serie B      | 29    | 19      | 6       | 8       | 5       | 19      | 17      | 19           | 3            | 3            | 13           | 9            | 23           | 38     | 9      | 11     | 18     | 28     | 40     | -12 |
| Coppa Italia |       | 1       | 0       | 0       | 1       | 0       | 2       | -            | -            | -            | -            | -            | -            | 1      | 0      | 0      | 1      | 0      | 2      | -2  |
| Totale       |       | 20      | 6       | 8       | 6       | 19      | 19      | 19           | 3            | 3            | 13           | 9            | 23           | 39     | 9      | 11     | 19     | 28     | 42     | -14 |

### Statistiche dei giocatori
| Giocatore     | Serie B  | Serie B | Coppa Italia | Coppa Italia | Totale   | Totale |
| Giocatore     | Presenze | Reti    | Presenze     | Reti         | Presenze | Reti   |
| ------------- | -------- | ------- | ------------ | ------------ | -------- | ------ |
| K. Andersson  | 33       | 6       | ?            | ?            | 33+      | 6+     |
| R. Bernard    | 11       | 0       | ?            | ?            | 11+      | 0+     |
| G. Bertuzzi   | 1        | 0       | ?            | ?            | 1+       | 0+     |
| I. Bosdaves   | 8        | 1       | ?            | ?            | 8+       | 1+     |
| A. Braida     | 3        | 0       | ?            | ?            | 3+       | 0+     |
| G. Burelli    | 37       | 0       | ?            | ?            | 37+      | 0+     |
| R. Collovati  | 4        | -5      | ?            | ?            | 4+       | -5+    |
| F. De Cecco   | 35       | 3       | ?            | ?            | 35+      | 3+     |
| I. Del Negro  | 25       | 0       | ?            | ?            | 25+      | 0+     |
| G. Del Zotto  | 32       | 1       | ?            | ?            | 32+      | 1+     |
| A. Eufemi     | 3        | 0       | ?            | ?            | 3+       | 0+     |
| S. Flamini    | 4        | 0       | ?            | ?            | 4+       | 0+     |
| C. Galassi    | 34       | -35     | ?            | ?            | 34+      | -35+   |
| L. Gigante    | 5        | 0       | ?            | ?            | 5+       | 0+     |
| G. Inferrera  | 14       | 2       | ?            | ?            | 14+      | 2+     |
| B. Mantellato | 7        | 0       | ?            | ?            | 7+       | 0+     |
| N. Novali     | 4        | 0       | ?            | ?            | 4+       | 0+     |
| G. Pin        | 23       | 1       | ?            | ?            | 23+      | 1+     |
| P. Ritella    | 5        | 0       | ?            | ?            | 5+       | 0+     |
| A. Segato     | 4        | 0       | ?            | ?            | 4+       | 0+     |
| A. Selmosson  | 29       | 5       | ?            | ?            | 29+      | 5+     |
| M. Sestili    | 29       | 7       | ?            | ?            | 29+      | 7+     |
| V. Tagliavini | 36       | 1       | ?            | ?            | 36+      | 1+     |
| R. Valenti    | 26       | 1       | ?            | ?            | 26+      | 1+     |
| P. Zampa      | 5        | 0       | ?            | ?            | 5+       | 0+     |
| A. Zardo      | 1        | 0       | ?            | ?            | 1+       | 0+     |